# Арго (корабль)

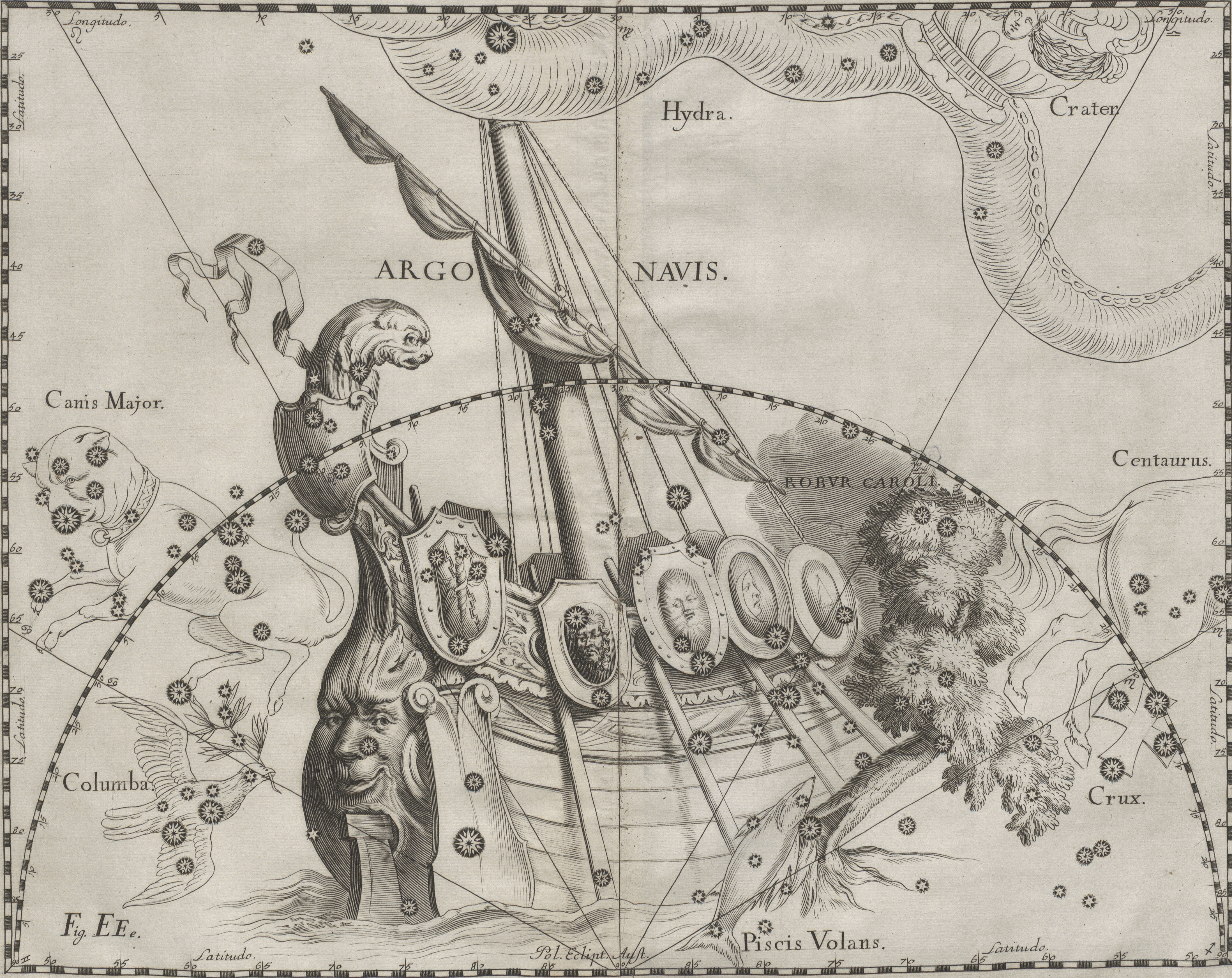

Арго́ (др.-греч. Ἀργώ, др.-греч. Ἄργος, от имени А́ргос (Арг или Аргей)) — в древнегреческой мифологии — корабль, на котором в XIV веке до н. э. аргонавты отправились в переход через Эгейское море, пролив Босфор и Чёрное море к побережью Колхиды. Получил имя от своего зодчего. Упомянут в «Одиссее» (XII 73).
Согласно мифологии, герой из Фессалии Ясон и набранная им команда начали своё путешествие из Иолка (современный Волос) в поисках Золотого руна, которое охранял дракон.
Согласно некоторым повествователям, этот корабль, построенный в Пагасе 50 аргонавтами за три месяца, был священным и обладал определённой магической силой, так как богиня Афина помогала в его строительстве, использовав деревья из священной рощи. Согласно Эсхилу, Афина вставила в корабль кусок говорящей древесины из додонского дуба и корабль был вещим. По Пиндару, построен в Деметриаде в Магнесии. Согласно Катуллу, из сосны, срубленной на Пелионе. По Каллимаху, близ возведенного аргонавтами храма Аполлона Актийского.
Вернувшись из Колхиды, стал на якорь у города Тифа (Беотия). Якорь аргонавтов показывали в Кизике. Афина поместила его среди созвездий, но не целиком.
Имя Арго имел также корабль Даная.
11 апреля 2018 года в его честь назван каньон (Argo Chasma) на Хароне.

## В кинематографе
- Аргонавты (мультфильм)
- Весёлая хроника опасного путешествия